# カロヤン (商標)
カロヤン（Karoyan）は、第一三共ヘルスケア（旧・第一製薬）が販売する発毛促進剤をはじめとしたヘアケア用品のブランドネームである。有効成分であるカルプロニウム塩化物は医療用医薬品（処方箋医薬品非該当）ではフロジン外用液5%の名称で発売されている。

## 歴史
- 1973年（昭和48年） - 第一製薬が塩化カルプロニウムを配合した発毛促進薬、初代「カロヤン」を発売。
- 1979年（昭和54年） - 第一製薬が塩化カルプロニウムに殺菌成分、抗ヒスタミン剤、保湿成分などを配合した発毛促進薬「カロヤンS」を発売（販売当初のTVCMには使用上の注意のテロップも付いていた）。
- 1988年（昭和63年） - 第一製薬が10代からの若者に向けた発毛促進薬「カロヤンタイム」を発売。
- 1990年（平成2年） - 第一製薬が塩化カルプロニウムに、毛根刺激作用を持つチクセツニンジンと脂質除去作用を持つカシュウの2種の生薬を配合した発毛促進薬「カロヤンアポジカ」・「NFカロヤンアポジカ」を発売。
- 1993年（平成5年）9月7日 - 第一製薬が「カロヤンS」のパッケージをリニューアルし発売。
- 1997年（平成9年） - 第一製薬が「カロヤンアポジカ」に湿潤剤キトフィルマーを配合した発毛促進薬「カロヤンアポジカα」・「NFカロヤンアポジカα」を発売。
- 1999年（平成11年）12月1日 - 第一製薬がヒノキチオールを配合した発毛促進薬「カロヤンアポジカΣ」・「NFカロヤンアポジカΣ」を発売。
- 1999年 - 第一製薬が医薬部外品の育毛トニック「カロヤンジェット」を発売。
- 2000年（平成12年）2月16日 - 第一製薬が発毛促進薬「カロヤンタイム」の後継商品「カロヤン21」を発売。
- 2001年（平成13年）11月6日 - 第一製薬が薬用シャンプー・コンディショナー「アポジカヘアシャンプーa」・「アポジカヘアコンディショナー」・「カロヤンヘアシャンプー」・「カロヤンヘアコンディショナー」をリニューアル発売。「アポジカヘアシャンプーa」は新たにサリチル酸を配合。併せて、パッケージデザインとメーカー希望小売価格を変更した（アポジカ:250ml/2,500円→220ml/1,500円、カロヤン:220ml/1,500円→200ml/1,000円）。
- 2002年（平成14年）6月11日 - 第一製薬が頭皮用育毛料「カロヤンジェットa」から香料を除いた無香料タイプ「カロヤンジェット<無香料>」を発売。
- 2003年（平成15年）1月30日 - 第一製薬が発毛促進薬で初のスプレータイプ「カロヤン21ジェット」及び女性向け発毛促進薬「カロヤンリセッタ」を発売。
- 2004年（平成16年）6月7日 - 第一製薬が塩化カルプロニウムの濃度を2%に増量した発毛促進薬「カロヤンガッシュ」・「NFカロヤンガッシュ」を発売。同時にシリーズ品のシャンプー・コンディショナー「ガッシュヘアシャンプー」・「ガッシュヘアコンディショナー」を発売。
- 2005年（平成17年）
  - 9月28日 - 第一製薬と三共が共同持株会社第一三共を設立。第一製薬は同社の事業子会社となる。
  - 12月15日 - 第一製薬と三共がヘルスケア事業会社第一三共ヘルスケアを設立。
- 2006年（平成18年）
  - 4月1日 - 第一製薬と三共のヘルスケア事業を分割し、第一三共ヘルスケアへ承継。「カロヤン」シリーズは第一三共ヘルスケアの製品となる。
  - 6月14日 - 第一三共ヘルスケアが発毛促進薬で初のジェルタイプ「カロヤンジェルローション1」を発売。
- 2007年（平成19年）
  - 4月1日 - 第一三共が事業子会社の第一製薬と三共を吸収合併。第一三共ヘルスケアは第一三共の100%子会社となる。
  - 7月17日 - 第一三共ヘルスケアが発毛促進薬「NFカロヤンガッシュ」をリニューアル発売。ワンタッチ軽量ノズルのノズル素材をシリコンゴム製に変更。また、パッケージデザインを赤基調から黒基調に変更。既存サイズを減容してメーカー希望小売価格を値下げする（本体価格 140ml/6,600円→120ml/4,286円）するとともに、新容量の240mlを設定した。なお、微香タイプの「カロヤンガッシュ」は製造を終了した。
- 2008年（平成20年）11月17日 - 第一三共ヘルスケアが医薬部外品育毛トニック「カロヤンジェット」をリニューアル発売。微香タイプ（カロヤンジェットa）を廃止し、新たに超清涼感タイプの「無香料スーパークール」を追加。さらに、「ガッシュヘアシャンプー」・「ガッシュヘアコンディショナー」の後継製品として、「カロヤン薬用シャンプー」・「カロヤン薬用コンディショナー」を発売。
- 2010年（平成22年）2月15日 - 第一三共ヘルスケアが発毛促進薬「カロヤンアポジカ」を刷新し、「NFカロヤンアポジカΣ」の後継製品であるトニックタイプの「カロヤンアポジカΣプラス」及び、「カロヤンジェルローション1」のリニューアル品であるジェルローションタイプの「カロヤンアポジカG」を発売（なお、「カロヤンアポジカΣ」は現在も製造・販売を継続している）。
- 2012年（平成24年）2月20日 - 第一三共ヘルスケアが医薬部外品育毛トニック「カロヤンジェット」の新ラインナップとして、4種類の天然柑橘成分（湿潤剤）を配合した「カロヤンジェット無香料フレッシュ」を発売。
- 2015年（平成27年）5月25日 - 第一三共ヘルスケアが脂性肌・乾燥肌ごとに処方を変えた発毛促進薬と薬用シャンプー及び、薬用コンディショナーで構成された新シリーズ「カロヤンプログレ」を発売。

## 取扱商品
発毛促進薬はニプロファーマ（旧・埼玉第一製薬→ニプロパッチ）、頭皮用育毛料は柳屋本店にそれぞれ製造委託している。

### 発毛促進薬
カロヤンプログレEX【第3類医薬品】
カルプロニウム塩化物2%に、チクセツニンジンチンキ、ヒノキチオール、パントテニールエチルエーテル（パントテン酸の誘導体）、l-メントールが配合されたもの。頭皮タイプに合わせて2種類が用意されている。
脂性肌向けの「カロヤンプログレEX O」はカシュウチンキとピリドキシン塩酸塩をプラス（後述の「NFカロヤンガッシュ」の処方にピリドキシン塩酸塩を配合した処方で、「NFカロヤンガッシュ（120ml）」に比べてメーカー希望小売価格を値下げ(本体価格 4,286円→4,000円)）。乾燥肌向けの「カロヤンプログレEX D」は抗ヒスタミン剤ジフェンヒドラミン塩酸塩をプラスした。
NFカロヤンガッシュ【第3類医薬品】
カルプロニウム塩化物2%に加え、2種類の生薬（チクセツニンジンチンキ・カシュウチンキ）、ヒノキチオール、パントテニールエチルエーテル、l-メントールを配合したローションタイプ。シリコンゴム製の「マッサージヘッド」を付けた計量ノズルを採用する。「カロヤンプログレEX O」の発売に伴い、これまで発売されていた120ml入りが2015年5月をもって製造を終了し、大容量の240ml入りのみの設定となった。
NFカロヤンアポジカΣ【第3類医薬品】
カルプロニウム塩化物1%に、カシュウチンキ、チクセツニンジンチンキ、パントテニールエチルエーテル、l-メントール、ヒノキチオールを配合したローションタイプ。現在は無香料タイプのみの発売。
カロヤンS【第2類医薬品】
カルプロニウム塩化物1%に、ヒノキチオール、パントテニールエチルエーテル、トコフェロール酢酸エステル、l-メントールに加え、サリチル酸とジフェンヒドラミン塩酸塩を配合したローションタイプ。「カロヤン」シリーズでは35年以上続くロングセラー製品。

### 育毛料
カロヤンジェット無香料【医薬部外品】
従来の「カロヤンジェット」にピロクトン オラミンを配合した処方強化版。
カロヤンジェット無香料スーパークール【医薬部外品】
「カロヤンジェット無香料」の成分にl-メントール（有効成分）とトウガラシエキスを配合した超クールタイプ。

### 販売終了品
- 発毛促進薬【医薬品】
  - カロヤン
  - カロヤン-ハイ
  - カロヤンタイム - 10代からの若者に向けた発毛促進薬（男女兼用）。カロヤン21へ継承
  - カロヤンアポジカ
  - NFカロヤンアポジカ（無香料）
  - カロヤンアポジカα
  - NFカロヤンアポジカα（無香料）
  - カロヤンアポジカΣ
  - カロヤンリセッタ - 女性向け
  - カロヤン21ジェット - 発毛促進薬で初のスプレータイプ
  - カロヤンガッシュ
  - カロヤンジェルローション1 - 「カロヤンアポジカG」へ継承。
  - カロヤンアポジカΣプラス【第2類医薬品】 - 2015年5月製造終了
  - カロヤンアポジカG【第3類医薬品】 - 「カロヤンプログレGL」発売に伴い、2015年5月製造終了
  - カロヤン21【第2類医薬品】 - 2015年5月製造終了
  - カロヤンプログレO【第3類医薬品】 - 「カロヤンプログレ」の脂性肌向け。2020年2月に製造終了し、「カロヤンプログレEX O」へ統合。
  - カロヤンプログレD【第3類医薬品】 - 「カロヤンプログレ」の乾燥肌向け。2019年11月に製造終了し、「カロヤンプログレEX D」へ統合。
  - カロヤンプログレGL【第3類医薬品】 - 「カロヤンプログレ」のピンポイント用ジェルローションタイプ。2020年2月製造終了。
- 頭皮用育毛料【医薬部外品】
  - カロヤンジェットa - 微香性タイプ
  - カロヤンジェット - 無香料タイプ
  - カロヤンジェット無香料フレッシュ【医薬部外品】 - 「カロヤンジェット無香料」の成分に添加物（湿潤剤）として4つの天然柑橘成分（柚子エキス・オレンジエキス・レモンエキス・グレープフルーツエキス）を配合したタイプ。2023年9月製造終了。
- シャンプー・コンディショナー【医薬部外品】
  - カロヤンヘアシャンプー
  - カロヤンヘアコンディショナー
  - アポジカヘアシャンプー
  - アポジカヘアシャンプーa
  - アポジカヘアコンディショナー
  - ガッシュヘアシャンプー
  - ガッシュヘアコンディショナー
  - カロヤン薬用シャンプー - 「カロヤンプログレ 薬用スカルプシャンプー」の発売に伴い、2015年5月製造終了
  - カロヤン薬用コンディショナー - 「カロヤンプログレ 薬用スカルプコンディショナー」の発売に伴い、2015年5月製造終了
  - カロヤンプログレ薬用スカルプシャンプー OILY【医薬部外品】 - 本体は2024年11月に、つめかえ用は2025年3月に順次製造を終了した（製造販売元:四ツ葉油化）
  - カロヤンプログレ薬用スカルプシャンプー DRY【医薬部外品】 - 本体は2019年11月に、つめかえ用は2024年12月に順次製造を終了した（製造販売元:四ツ葉油化）
  - カロヤンプログレ薬用スカルプコンディショナー【医薬部外品】 - 本体は2022年8月に、つめかえ用は2025年1月に順次製造を終了した（製造販売元:四ツ葉油化）

## 広告
発売当初の広告宣伝は比較的地味であったが、1980年（昭和55年）放送の「シェーン、髪バック」（映画『シェーン』のパロディ）のテレビCMで一躍知名度を高める。また、CMで使用されていた「抜け始めて分かる、髪は長い友達」というキャッチコピーは子供の間にまで話題になった。その後も、1981年（昭和56年）にはベートーヴェンが登場する「あなたの髪の『運命』はあなた次第」のCM、1982年（昭和57年）には悪魔の親子が登場するなど、特徴的なテレビCMを流し続けた。